# Fallo ovárico prematuro
El fallo ovárico prematuro, menopausia precoz o Insuficiencia Ovárica Primaria, Insuficiencia ovárica prematura, Insuficiencia ovárica precoz (IOP) se trata de la pérdida de la función hormonal ovárica en una mujer menor de 40 años. Se ha acordado utilizar el límite de los 40 años, no por razones biológicas, sino obedeciendo a criterios estrictamente estadísticos: 40 años es la edad que se obtiene al restarle a la edad de la menopausia natural un valor de 2 desviaciones estándar de la media.
Debe remarcarse que la IOP no es una condición permanente, ya que casi la mitad recuperará parte de su función de forma impredecible, incluso algunas mujeres han recuperado la función ovárica tras 8 años de amenorrea, y en un porcentaje entre el 5 y el 10% quedarán gestantes de forma espontánea.
La incidencia de la insuficiencia ovárica primaria es:
- 1/100 mujeres menores de 40 años.
- 1/1000 de menores 30 años.
- 1/10000 de menores de 20 años.

Se trata de un desorden genético que puede ser debido a varias causas, entre las que encontramos un origen cromosómico, defectos enzimáticos (como puede ser la galactosemia), quimioterapia y radioterapia, origen autoinmune, origen infeccioso y secreción o acción anormal de FSH y LH. Sin embargo, la principal de ellas es una muy baja o nula expresión de las proteínas receptoras de la hormona FSH (FSHR), lo cual genera anomalías en el desarrollo y maduración del folículo debido a una interacción inadecuada entre dicha hormona y su receptor. La disfunción de este receptor es, frecuentemente, otro de los principales motivos.

## Fisiopatología
La menopausia precoz se produce por la falta de respuesta de los folículos. Esta falta de respuesta puede producirse por una disminución del número de folículos, una incapacidad para reclutar los folículos (en caso de que los haya), o a un proceso de atresia folicular acelerada (apoptosis).
A nivel endocrino, la primera manifestación del envejecimiento ovárico es su insensibilidad a la estimulación de las gonadotropinas. La progresiva reducción folicular, y con ello la menor disponibilidad de células de la granulosa, disminuye la secreción de los péptidos ováricos que controlan su producción, fundamentalmente la inhibina B. El progresivo aumento de la FSH será, a su vez, responsable de la maduración irregular de los folículos que van quedando y con ello de una alteración de su desarrollo. Esto se traduce en una reducción de la fase folicular, sustrato biológico del acortamiento del ciclo.
El resultado final es una disminución de la síntesis de todos los esteroides ováricos. Como consecuencia, el endometrio no prolifera y se prolonga el periodo de amenorrea. El final es la menopausia.

## Causas
Actualmente hay varias hipótesis que intentan explicar el fallo ovárico prematuro pero ninguna es concluyente.
Entre ellas se encuentran la existencia de anticuerpos anticélulas de la granulosa, una disminución de la angiogénesis folicular, bajos niveles de IGF-I e IGF-II en células de la granulosa, presencia de proteínas con un bajo peso molecular capaces de interferir en la unión FSH-receptor, reducción del pool de folículos primordiales por mutaciones en el gen Atm o c-kit, así como un incremento en los niveles de apoptosis de las células (originado por alteraciones en el cromosoma X, galactosemia o quimioterapia).
Otra hipótesis es la interrupción del proceso de maduración folicular antes del estado preovulatorio debido a una mutación en los receptores de la LH, FSH o por autoinmunidad.
La mayor parte (en torno al 60%) de los casos de menopausia precoz o insuficiencia ovárica primaria son idiopáticos (no conocemos su causa principal).
Sin embargo, se han podido identificar una serie de factores relacionados en gran medida con la menopausia precoz.

### Trastornos genéticos
Las mujeres con trastornos o alteraciones genéticas presentan una mayor tasa de menopausia precoz que aquellas que no las tienen. Los trastornos genéticos suponen la causa del 13% de los casos de menopausia precoz.
La disgenesia ovárica es una causa importante de menopausia prematura. La disgenesia ovárica es un trastorno del desarrollo embrionario que impide la maduración completa del tejido gonadal en su diferenciación hacia los ovarios. Esta disgenesia se debe, en la mayor parte de los casos, a trastornos genéticos, entre los que destacan:
- Síndrome de Turner (45X0): Es el trastorno más común.
- Disgenesia gonadal pura.
- Trisomía de los cromosomas 13 y/o 18.

Además de la disgenesia ovárica, hay otros trastornos genéticos que pueden producir menopausia precoz.
Entre ellos, encontramos los trastornos genéticos que producen alteraciones metabólicas. Los más comunes son:
- Deficiencia de 17-alfa hidroxilasa.
- Galactosemia (déficit de Galactosa 1 fosfato-uridil-transferasa).
- Mutaciones en el gen de la aromatasa.

También puede deberse a trastornos genéticos que debilitan el sistema inmune, como:
- Síndrome de DiGeorge.
- Ataxia telangiectasia.
- Infecciones micóticas mucocutáneas.

Aparte de trastornos genéticos, puede deberse a mutaciones en genes implicados en el eje hipotálamo-hipofisario-gonadal, como FOXL2, BMP15 y FMR1. También se postula que pueda deberse a polimorfismos o a mutaciones en genes que actúan en la etapa embrionaria. De hecho, son numerosos los genes candidatos a estar implicados en el desarrollo de menopausia precoz.

### Enfermedades autoinmunes
Entre uno y dos de cada diez casos de IOP se relaciona con un proceso autoinmune, siendo muy frecuente la afectación de otros órganos y glándulas endocrinas.
Entre las enfermedades autoinmunes relacionadas con la menopausia precoz encontramos las enfermedades tiroideas, las paperas (parotiditis), el hiperparatiroidismo y la enfermedad de Addison.
Si se realiza una biopsia ovárica en estas mujeres, se puede observar un infiltrado de células plasmáticas y linfocitos en los folículos. 
Además, las mujeres con menopausia precoz presentan un mayor riesgo de presentar ciertas enfermedades relacionadas con la autoinmunidad, como insuficiencia suprarrenal, hipotiroidismo, diabetes mellitus, miastenia gravis, artritis reumatoide y lupus eritematoso sistémico.

### Infecciones
La infección más común asociada con la menopausia prematura son las paperas. El mayor daño se produce en las etapas fetal y puberal, pudiendo producir insuficiencia ovárica incluso en la etapa subclínica de la infección.
Otras infecciones, como la tuberculosis pélvica (3% de los casos), pueden causar amenorrea secundaria y fallo ovárico, aunque no es su efecto más común.

### Factores ambientales
Hay sustancias que se actúan como disruptores hormonales y deterioran la función ovárica, al ejercer efectos tóxicos sobre los ovocitos y las células de la granulosa. Ejemplos de estos factores son: el tabaco, los metales pesados, los disolventes, los pesticidas, los productos químicos industriales y los plásticos. El consumo de tabaco adelanta la edad de aparición de menopausia precoz, y los plásticos reducen el número de folículos antrales.

### Iatrogénicas
Los tratamientos para el cáncer en las mujeres jóvenes se asocian frecuentemente con el fallo ovárico prematuro. Los cánceres más comunes en las mujeres en edad reproductiva son los de mama, los melanomas, los de cuello de útero, los linfomas no-Hodgkin y las leucemias. 
La patogenia del fallo ovárico prematuro tiene su base en una disminución de los folículos primordiales tanto más intensa cuanto mayor es la exposición al tratamiento o a la zona extirpada quirúrgicamente.
En la radioterapia (RT), la reducción depende de la edad de la paciente, de la dosis recibida, y de la localización del tumor a quien va dirigida. Así, una radiación de 2 Gy es ya letal para los ovocitos humanos máxime si se dirige al abdomen (por ejemplo para el tratamiento de los linfomas).
La reducción folicular secundaria a la quimioterapia (QT) depende del tipo de fármaco, de sus dosis y la edad de la paciente en el momento de recibirla. El mayor daño se produce cuando se recibe un tratamiento de quimioterapia basado en agentes alquilantes, ya que incrementan la apoptosis de las células de la granulosa y de los ovocitos en sí.

### Cirugía
Puede ocurrir un fallo ovárico como consecuencia de una histerectomía (extracción del útero). Este fallo puede deberse, o bien a un deterioro del suministro vascular ovárico, o bien a la pérdida de alguna contribución endocrina importante del útero al ovario. Como solución, hoy en día se realiza un especial esfuerzo en esta cirugía para preservar el tejido ovárico sano y evitar daños en la vascularización ovárica. 
También han aumentado los casos de menopausia precoz debido a las ooforectomías profilácticas (extirpación de uno o ambos ovarios). Esto se debe a que la ooforectomía bilateral es una estrategia de prevención del cáncer de ovario hereditario.

### Tratamiento farmacológico
El tratamiento prolongado con GnRH puede provocar una supresión o una insuficiencia ovárica, ya que se acaba inhibiendo el eje hipotálamo-hipofisario-gonadal.
También, como ya se ha mencionado, el tratamiento prolongado con agentes alquilantes usados en quimioterapia puede provocar un fallo ovárico. 

### Inflamación y estrés oxidativo
El aparato reproductor femenino mantiene un delicado equilibrio entre factores pro y antioxidantes para reducir el estrés oxidativo. Esto es porque la exposición a niveles altos de especies reactivas de oxígeno (presentes en el estrés oxidativo y la inflamación) inhibe el desarrollo de los folículos en el estadio de folículo terciario o antral, lo cual puede conducir a un fallo ovárico.
La relación neutrófilos/linfocitos, el estado total oxidativo y los niveles del índice de estrés oxidativo están elevados en la insuficiencia ovárica primaria. La inflamación crónica, aunque sea de bajo grado, está relacionada con la aparición de menopausia precoz.

## Diagnóstico
Desafortunadamente, no disponemos de unos marcadores específicos para la IOP, por lo que su diagnóstico sigue basándose en la clínica o en determinaciones analíticas inespecíficas. 
De esta manera, la mayoría de las guías de práctica clínica siguen utilizando la triada: mujer menor de 40 años + oligo/amenorrea secundaria de 3-6 meses de evolución + niveles de FSH (en dos determinaciones separadas al menos un mes) superiores a 40 UI/l con estradiol inferior a 50 pg/ml.
Aunque es importante informar a las mujeres de que la mayoría de las IOP espontáneas son idiopáticas, se recomienda una evaluación clínica inicial que incorpore:
- Historia clínica detallada, incluyendo antecedentes familiares de IOP o enfermedades autoinmunes, edad de la menarquia de la paciente y de la menopausia materna.
- Exploración física general y ginecológica
- Pruebas de laboratorio:
  - Niveles elevados de FSH y LH.
  - Niveles bajos de E2.
  - Valores normales de TSH, T3 y T4 libre.
  - Prolactina normal.
- Ecografía transvaginal:
  - Ausencia o número bajo de folículos antrales en ambos ovarios.
  - Endometrio “fino” o lineal.
- Además, en función de cada caso, se recomendará análisis cromosómicos o genéticos, inmunológicos, infecciosos y un test de la reserva ovárica.

### Hormona antimulleriana
También es importante la determinación de los niveles de AMH (hormona antimulleriana), que es producida por las células de la granulosa en el ovario. Se ha visto que estos niveles son bastante más bajos en mujeres con disfunción ovárica prematura (IOP) que en mujeres sanas. Por tanto, la medida de la AMH es importante en caso de sospecha de insuficiencia ovárica (IOP), porque este parámetro apenas se ve alterado por tratamientos hormonales como sucede ser el consumo de anticonceptivos o en la terapia hormonal sustitutiva.
Se ha visto por ejemplo en un estudio [¿cuál?] que solo un 33% en mujeres con oligomenorrea y niveles de FSH aumentados tenía niveles normales AMH. Por este motivo, la AMH se considera un marcador clínico bastante útil en el diagnóstico de IOP.[cita requerida]

## Síntomas
Las mujeres que lo padecen se caracterizan por la detención del desarrollo folicular en el ovario, presentando numerosos folículos detenidos en su estadio primordial. Carecen de ovulación o, de poseerla, es muy irregular, el tamaño de los ovarios suele ser reducido y tienen problemas de fertilidad. 
La clínica es la que se origina por el cese de la función ovárica. La amenorrea o sangrado infrecuente es lo más llamativo y lo que motiva la consulta. Además, muchas pacientes consultan por esterilidad, y aunque no existe un tratamiento que restablezca la función reproductiva del ovario, hasta un 5-10 % de ellas conciben de forma espontánea.
El 85% de las mujeres con IOP manifiestan síntomas de hipoestrogenismo: sofocos, insomnio, alteraciones emocionales, disminución de la concentración, disminución del deseo sexual, sequedad vaginal, etc. Además, existen una serie de riesgos o consecuencias tardías derivadas de hipoestrogenismo entre las que destacan la osteoporosis (OP), la enfermedad cardiovascular (ECV) y los trastornos del ánimo.
Los niveles hormonales de estas mujeres son atípicos, ya que poseen altos niveles de gonadotropinas y niveles muy bajos de estrógenos.

## Tratamiento
Terapia de reemplazo hormonal.
El tratamiento para el fallo ovárico prematuro consiste en una terapia de reemplazo hormonal (HRT) en una dosis más alta de la que se le suministra a mujeres con menopausia. Este tratamiento se emplea para paliar los síntomas de la insuficiencia de estrógenos, como los bochornos y la sequedad vaginal, y ayudar a prevenir la osteoporosis. La TRH es una terapia con estrógeno y progesterona, pero también puede llevar testosterona.
Para poder aplicar esta terapia de reemplazo hormonal (HRT), las mujeres con fallo ovárico prematuro han de presentar niveles bajos de estas hormonas. El reemplazo de andrógenos también se debe considerar para mujeres con baja libido, fatiga persistente y malestar, a pesar de que estén tomando el reemplazo de estrógenos adecuado. 
Si bien este tratamiento no sirve por sí solo para restaurar la fertilidad, puede llegar a provocar ciclos menstruales espontáneos. Es recomendable que las mujeres cuyo ciclo sexual se reinició naturalmente tengan un calendario menstrual y estén bien prevenidas sobre sus próximos periodos.
Entre el 5 al 10 por ciento de las mujeres FOP pueden llegar concebir espontáneamente luego de recibir la diagnosis. Si después de recibir el tratamiento hormonal una mujer tiene un retraso en su periodo, debe hacerse de inmediato una prueba de embarazo. Si esta resultase positiva, la mujer debe dejar el tratamiento hormonal y acudir con su médico lo más pronto posible.
Por lo general, el tratamiento de hormonas se mantiene hasta los 50 años, edad en que la menopausia debió llegar naturalmente. La continuación del tratamiento después de esa edad debe discutirse con el médico para aplicarlo de manera adecuada para cada mujer.
El aumento de la dosis de FSH hace posible un incremento en el número de folículos preovulatorios, aumentando también la concentración sérica de estradiol, pero sin observarse ninguna mejora en la tasa de gestación. Es aconsejable no superar la dosis de 450 UI de FSH.
Por otra parte, tampoco mejora la tasa de gestación tras el uso de adyuvante de L-Arginina (16 mg/dia/v.o. + Gnrh-a) , pero éste sí produce un incremento en el número de ovocitos recuperados.
Por lo general, aquellas mujeres con fallo ovárico prematuro que deseen tener descendencia deberán recurrir a la fecundación in vitro, con ovocitos donados.
Actualmente, investigadores en el campo de la fertilidad en Nueva York están investigando el uso de una hormona masculina llamada dehidroepiandrosterona (DHEA) en mujeres con FOP para incrementar la tasa de gestación espontánea.  En artículos publicados mostrando resultados de estudios realizados con DHEA se indica que la DHEA puede incrementar la tasa de gestación espontánea, disminuir la tasa de aborto natural espontáneo y mejorar la tasa de éxito de la fecundación in vitro en mujeres con FOP.
Además, en los últimos cinco años un equipo de investigación griego ha implementado con éxito el uso de dehidroepiandrosterona (DHEA) para tratamientos de fertilidad de mujeres con FOP.  La mayoría de las pacientes habían sido referidas a donantes de ovocitos o a madres de alquiler, sin embargo, después de algunos meses de tratamiento con DHEA consiguieron quedarse embarazadas a través de fecundación in vitro, IAC, IUTPI (Inseminación Intra Útero Tubo Peritoneal) o a través de concepción natural.
Activación in vitro de folículos primordiales (IVA).
Como se mencionó anteriormente, uno de los principales problemas de estas pacientes son las bajas reservas de folículos primordiales susceptibles a estimularse de manera natural por fallo del órgano. Por lo que la única opción para quedarse embarazadas, es la donación de ovocitos, aunque puede que no sea muy aceptada por factores morales, psicológicos, éticos o religiosos. 
Por ello, una de las principales cuestiones es qué estrategia diseñar para aumentar la susceptibilidad de estos folículos primordiales para estimularse. Actualmente, está en estudio una alternativa mediante la cual se promueve la activación en el laboratorio (in vitro) de los folículos primordiales quiescentes que se encuentran en las bajas reservas ováricas de estas pacientes. Este tratamiento se denomina Activación in vitro (del inglés, in vitro activation; IVA).
Este tratamiento se bada en la extracción de la corteza ovárica de las pacientes mediante técnicas laparoscópicas. Posteriormente, este tejido se fragmenta, haciendo que varias vías moleculares se activen y den lugar a un mayor crecimiento y supervivencia de las células, lo que consecuentemente, provocará el desarrollo de los folículos primordiales a estadios pre-ovulatorios. 
A continuación, se realiza durante 48h un tratamiento en esta corteza fragmentada con una molécula inhibidora de la vía PTEN (PTEN es un inhibidor del crecimiento, por lo que su inhibición provocará la proliferación celular) y un estimulador de Akt (Akt es un activador del crecimiento celular). Con esto se consigue la activación de los folículos primordiales que se encuentran quiescentes en esta corteza ovárica (constituyen la reserva ovárica). Esto permite recuperar óvulos maduros que podrán ser usados para la fecundación in vitro y posterior transferencia embrionaria. 
Por tanto, una de las principales ventajas que presenta este tratamiento es que permite el uso de óvulos propios para la fecundación in vitro, haciendo que las pacientes no se vean obligadas a elegir la donación de óvulos como única opción para poder ser madres.